# Richard Batdorff
Richard Batdorff, född 1936 i Ohio, död 2014, var en konstnär. Han flyttade till Sverige 1974 och bodde i Linköping först och sedan Stänkelösa, Åhus Kärr och Glimåkra. Bodde de sista 17 åren i Huaröd.
Batdorff målade och gjorde skulpturer. Han arbetade mycket i diabas, brons och trä. En offentlig skulptur står på Tyggårdsgatan i Kristianstad, en minnessten av Rasmus Clausen.